# Robust optimering
Robust optimering är en del inom optimeringsläran som söker finna lösningar till optimeringsproblem när det finns osäkerheter i grunddatat. Generellt betraktas olika scenarier som kan tänkas uppkomma. Metoden kan användas istället för till exempel stokastisk programmering vilken använder statistiska data för att hitta en lösning.

## Olika metoder
Kouvelis och Yu betraktar tre olika sätt att optimera problemen robust.
- Absolut robusthet
- Robust deviation
- Relativ robusthet

Samtliga sätt använder minimax-metoder för att hitta lösningar till minimeringsproblem och maximin-metoder för att hitta lösningar till maximeringsproblem.
Bertsimas och Sim använder intervaller istället för scenarier.